# Ресомація
Ресома́ція, також біокрема́ція, рідка́ крема́ція — процес переробки тіла померлої людини завдяки реакції лужного гідролізу. Є альтернативою кремації і застосовується як попередній процес перед екопохованням. Під час ресомації майже не виділяються діоксид вуглецю CO2 та інші шкідливі речовини, а витрата електроенергії становить лише 25 % від необхідної для кремації.

## Історія та застосування
Спочатку процес був розроблений і запатентований Амосом Гербертом Гобсоном у 1888 році як метод переробки туш тварин у добрива для рослин.
Просуванням цього методу як способу утилізації тіл померлих людей почала здійснювати британська компанія «Resomation Limited», тому його часто називають «ресомацією». Хоча зараз існують й інші компанії, що пропонують таку послугу. Вона здійснюється у 16-ти штатах Америки, трьох провінціях Канади та в Австралії.
Кілька компаній у Північній Америці застосовують рідку кремацію, як альтернативу кремуванню домашніх тварин. Вона також використовується в сільськогосподарській промисловості для стерилізації туш тварин, які можуть становити небезпеку для здоров'я. Адже протягом ресомації гинуть віруси, бактерії та збудники пріонових хвороб.

## Сутність процесу
Тіло (без труни) поміщається у спеціальний пристрій (фото), який заповнюється водним розчином гідроксиду калію та герметично закривається. У ньому створюється температура ~180 °С і тиск в 1 МПа, що не дозволяє рідині закипіти. Процес триває протягом 2,5-3 годин. Під час цього тіло розкладається на його хімічні складові. Напочатку розчин має pH, як у сильної основи, на рівні 14. Фінальний же його рівень залежить від тривалості процесу та кількості жиру в тілі.
Кінцевим результатом є зеленувато-коричнева рідина, що містить амінокислоти, пептиди, вуглеводи та солі. Її можуть змити в каналізацію або використати як добриво при вирощуванні рослин. Різноманітні ендопротези, спиці, пластини вилучаються. Кістки, що в основному складаються із фосфату калію, стають пористими і розм'якшеними. Їх перемелюють, порошок поміщають в урну та віддають родичам померлого.